# Миссия Европейского союза по приграничной помощи Молдовы и Украине
Миссия Европейского союза по приграничной помощи Молдове и Украине (англ. European Union Border Assistance Mission to Moldova and Ukraine (EUBAM)) — европейская структура, созданная для осуществления контроля движения на границах между Молдовой и Украиной.
Структура была основана в 30 ноября 2005 года по совместной просьбе президентов Молдовы и Украины. Цель миссии заключается в оказании помощи в модернизации контроля общих границ двух вышеназванных стран в соответствии с европейскими стандартами, а также для помощи в нахождении решения приднестровского конфликта.